# Грабовский, Николай Титович
Николай Титович Грабовский (8 ноября 1922 — 11 июля 2011) — наводчик 45-мм орудия 266-го гвардейского стрелкового полка (88-я гвардейская стрелковая Запорожская ордена Ленина Краснознамённая орденов Суворова и Богдана Хмельницкого дивизия, 28-й гвардейский стрелковый корпус, 8-я гвардейская армия, 1-й Белорусский фронт), гвардии старший сержант, участник Великой Отечественной войны, кавалер ордена Славы трёх степеней.

## Биография
Родился 8 ноября 1922 года в селе Рудаево (ныне Близнюковского района Харьковской области Украины). Украинец. Из семьи крестьянина. Окончил 7 классов школы в 1939 году. Работал механизатором в колхозе.
В начале Великой Отечественной войны получил бронь от фронта - квалифицированных механизаторов оставляли в тылу, необходимо было собирать урожай и высаживать озимые. Но с ухудшением обстановки на фронтах был призван в армию.
В марте 1942 года призван в РККА Близнецовским военкоматом Харьковской области Украинской ССР, В действующей армии на фронтах Великой Отечественной войны с сентября 1942 года. Воевал в артиллерии на Юго-Западном и Донском фронтах, участник Сталинградской битвы. 
В бою 27 марта 1943 года при освобождении Донбасса был ранен.
После выздоровления вновь на фронте с конца 1943 года. С этого времени дальнейший боевой путь прошёл в батарее 45-мм пушек 266-го гвардейского стрелкового полка 8-й гвардейской армии на Юго-Западном, с октября 1943 - на 3-м Украинском, с июня 1944 - на 1-м Белорусском фронтах.
Наводчик 45-мм орудия 266-го гвардейского стрелкового полка (88-я гвардейская стрелковая дивизия, 28-й гвардейский стрелковый корпус, 8-я гвардейская армия, 3-й Украинский фронт) гвардии красноармеец Грабовский Николай Титович отважно действовал в Березнеговато-Снигирёвской наступательной операции. В первый день наступления, при прорыве немецкой обороны бой у села Ничкалы, поддерживая точным огнём атаку пехоты. Когда орудие оказалось выдвинуто далеко вперёд и было почти окружено противником. Гаврилов вместе с расчётом артиллерийско- миномётным огнём вытащил орудие из окружения. 
В бою 12 января 1944 года восточнее города Шепетовка (Хмельницкая область, Украинская ССР) разбил огнём орудия наблюдательный пункт и уничтожил пулемётную точку противника, обеспечив тем самым продвижение стрелковых частей.
За образцовое выполнение боевых заданий Командования на фронте борьбы с немецкими захватчиками и проявленные при этом доблесть и мужество приказом частям 88-й гвардейской стрелковой дивизии № 091/н от 23 апреля 1944 года гвардии красноармеец Грабовский Николай Титович награждён орденом Славы 3-й степени.
11 мая 1944 года на Днестре был ранен вторично. Несмотря на то, что армия вскоре была выведена в резерв и переброшена в Белоруссию, исхитрился вернуться из госпиталя в свою часть.
Наводчик 45-мм орудия 266-го гвардейского стрелкового полка (подчинённость та же, 1-й Белорусский фронт) гвардии старший сержант Грабовский Николай Титович вновь отличился в Висло-Одерской наступательной операции. При прорыве долговременной многоэшелонированной немецкой обороны у деревни Геленувек (22 километра северо-западнее города Радом, Польша) 14 января 1945 года уничтожил огнём из своего орудия 3 огневые точки с станковыми пулемётами противника, а 15 января под деревней Стромец (примерно в том же районе) его расчёт отразил немецкую контратаку, в которой уничтожил 2 бронетранспортёра и до взвода пехоты противника.
За образцовое выполнение боевых заданий Командования на фронте борьбы с немецкими захватчиками и проявленные при этом доблесть и мужество приказом войскам 8-й гвардейской армии № 585/н от 15 апреля 1945 года гвардии старший сержант Грабовский Николай Титович награждён орденом Славы 2-й степени.
Пришлось пережить тяжелейшие сражения на Кюстринском плацдарме. Так, 8 марта 1945 года его расчёт при отражении непрерывных атак уничтожил 9 пулемётных точек и до взвода пехоты. На следующий день, 9 марта, опять стоял насмерть у орудия, уничтожив 1 бронетранспортёр, 7 пулемётных точек и до 20 гитлеровцев. Когда орудие вышло из строя, весь расчёт остался в стрелковых цепях и личным оружием совместно с пехотинцами отбивал новые атаки. За эти два дня расчёт Н. Т. Грабовского отбил 12 атак артиллерийским огнём и 5 атак - личным оружием и гранатами. Наградой стал орден Отечественной войны.
Наводчик 45-мм орудия 266-го гвардейского стрелкового полка (подчинённость та же) гвардии старший сержант Грабовский Николай Титович не менее геройски действовал в Берлинской операции. В боях 17 апреля 1945 года на Зеловских высотах (6 километров юго-восточнее города Зелов, Германия) орудийным огнём «с колёс» поддерживал наступавшие части. Его орудие там уничтожило 4 пулемётные точки и свыше 10 немецких солдат. Был ранен, но оставался у орудия и вёл бой, пока были силы.
За образцовое выполнение боевых заданий Командования на фронте борьбы с немецкими захватчиками и проявленные при этом доблесть и мужество Указом Президиума Верховного Совета СССР от 15 мая 1945 года гвардии старший сержант Грабовский Николай Титович награждён орденом Славы 1-й степени.
В 1945 году старший сержант Н. Т. Грибовский был демобилизован по ранению. Член ВКП(б)/КПСС с 1944 года.
Жил в селе Шевченково Первое (Близнюковский район) Харьковской области. Работал в колхозе.  
Старшина в отставке (1968).
Умер 11 июля 2011 года. 

## Награды
- Орден Отечественной войны I степени (11.03.1985)[2]
- Орден Отечественной войны II степени (6.05.1945)[3]
- Орден Славы 1-й степени (15.5.1946)[4]
- Орден Славы 2-й степени (4.03.1945)[5]
- Орден Славы 3-й степени (28.7.1944)[6]
- Медаль «За отвагу» (24.03.1944)[7]
- Медаль «В ознаменование 100-летия со дня рождения Владимира Ильича Ленина» (6 апреля 1970)
- Медаль «За оборону Сталинграда»(1943)
- Медаль «За взятие Берлина»(1945)[8]
- Медаль «За победу над Германией в Великой Отечественной войне 1941—1945 гг.» (9 мая 1945[9])
- Юбилейная медаль «Двадцать лет Победы в Великой Отечественной войне 1941—1945 гг.» (7 мая 1965[10])
- Юбилейная медаль «Тридцать лет Победы в Великой Отечественной войне 1941—1945 гг.»[11]

- Медаль «Ветеран труда»
- Юбилейная медаль «50 лет Вооружённых Сил СССР» (26 декабря 1967[12])
- Юбилейная медаль «60 лет Вооружённых Сил СССР» (28 января 1978[13])
- Знак «25 лет победы в Великой Отечественной войне» (1970)
- Золотая медаль ВДНХ за достигнутые успехи в развитии народного хозяйства СССР (25.07.1974)

## Память
- На могиле Героя установлен надгробный памятник